# DEMO-Démocratie pour le Pays basque
 (novembre 2024).
Le mouvement DEMO-Démocratie pour le Pays basque (en basque : Demokrazia Euskal Herriarentzat)), a été fondé en 2000 et s'est dissous en 2010. Ce mouvement utilisait des techniques de désobéissance civile et de non-violence active au Pays basque français pour agir en faveur de la langue basque, de la reconnaissance institutionnelle du Pays basque et des droits des prisonniers. Gorka Torre et Jean-Noël Etcheverry, dit Txetx en sont les membres fondateurs. Au cours de ces années, ses initiatives ont eu un grand impact sur la vie sociale et politique de la région.

## Présentation
Les revendications des DEMO s'articulent autour de la reconnaissance de la spécificité d'Iparralde, le Pays basque français :
1. la mise en route par les pouvoirs publics d'une politique linguistique efficace en faveur  de l'enseignement et de l'usage de la langue basque[réf. souhaitée] ;
2. la mise en place d'une institution politique à l'échelle d'Iparralde par la création d'un département Pays basque, revendication datant de la Révolution[réf. souhaitée] ;
3. le respect des droits des prisonniers politiques basques, notamment leur rapprochement dans des prisons proches de leur domicile, droits normalement garantis par les lois en vigueur en France et en Espagne, la législation européenne et les conventions internationales[réf. souhaitée].

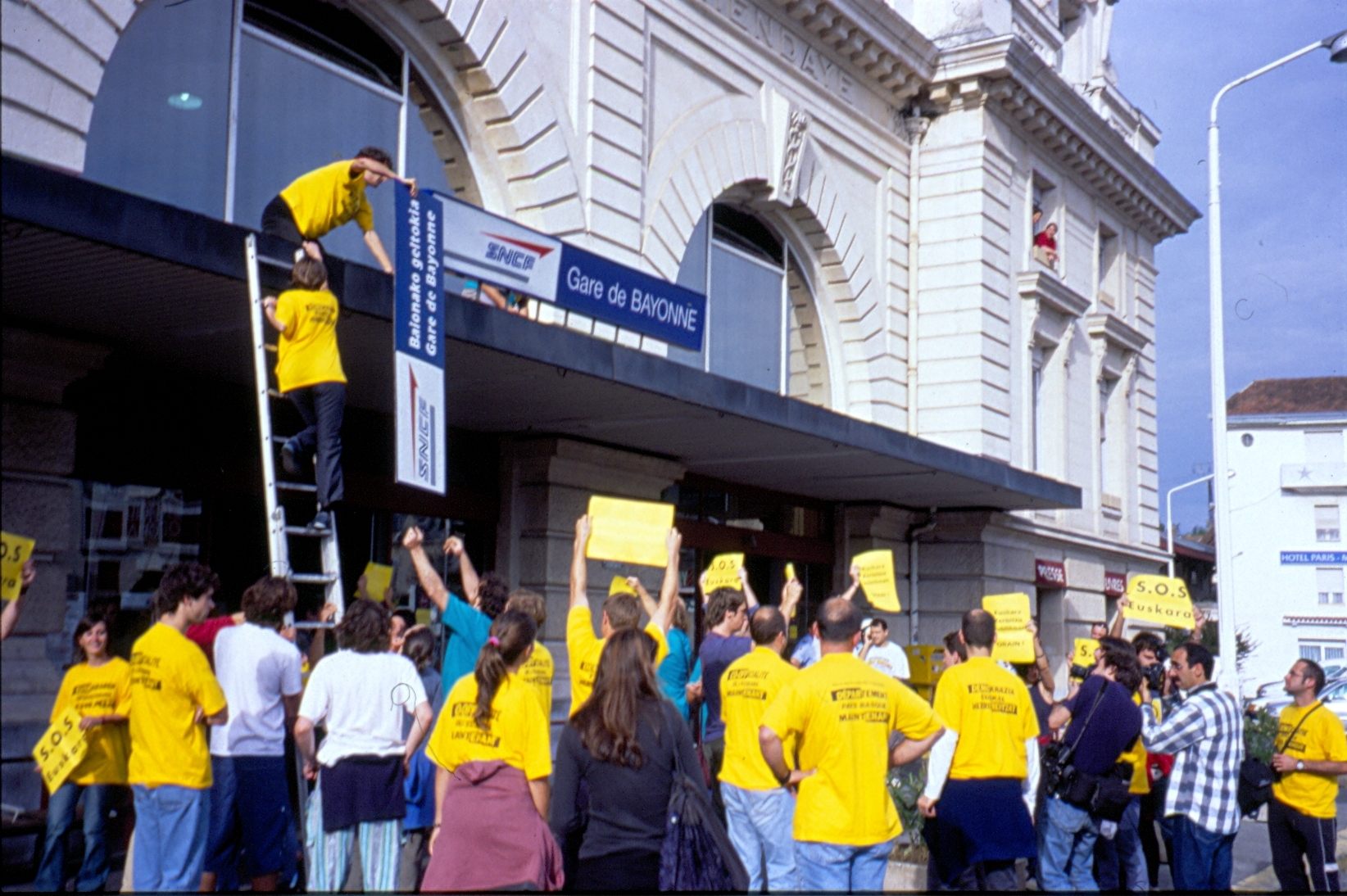
Action de DEMO à la gare de Bayonne en 2002 : installation d'un panneau bilingue basque-français.

Sur les modèles de Gandhi, Martin Luther King, César Chávez, de la Confédération paysanne, Greenpeace, mais aussi les nombreuses luttes sectorielles menées à ce jour au Pays basque les Demo ont réalisé des actions symboliques et spectaculaires, de manière à attirer l'attention de la population. Ces 10 ans de désobéissance civile ont valu à leurs auteurs nombre d’interpellations, de procès et d’amendes[réf. souhaitée].
La première action remonte au 6 janvier 2000. Les Demo dénoncent la politique carcérale que subissent les prisonniers basques. Ils montent sur le mur de la prison de Bayonne, avec un tee-shirt jaune et un masque blanc pour emblème, en tirant la banderole Démocratie pour le Pays basque. Parmi les actions : la défense de la langue basque et du bilinguisme, particulièrement auprès de la SNCF, des simulacres d’accidents de la route pour sensibiliser la population et les autorités aux risques encourus par les familles des prisonniers éloignés du Pays basque, l’enlèvement des bustes de Marianne dans certaines mairies du Pays basque et leur présentation lors d’une conférence de presse clandestine, l’occupation du campus pour la défense de la langue basque à l’université, les revendications pour le rapprochement des prisonniers ou pour la création d’un département Pays basque, etc.[réf. souhaitée]
Le mouvement décide de s'autodissoudre en 2010,. Plusieurs raisons sont avancées : usure militante, les dizaines de procédures judiciaires avec leurs implications financières, les divisions en interne.

### Sources
: document utilisé comme source pour la rédaction de cet article.
- Thomas Lebegue, « Une lutte propre au Pays basque : Les autonomistes envient le statut corse mais refusent la violence », Libération,‎ 10 août 2000 (ISSN 0335-1793, lire en ligne)
- Sorj Chalandon, « Pays basque : happenings pour le regroupement des détenus : Procès hier de militants qui s'étaient enchaînés à un avion », Libération,‎ 8 septembre 2000 (ISSN 0335-1793, lire en ligne)
- Jacky Durand, « Crash-test basque devant la Santé : Manifestation hier pour le regroupement des prisonniers », Libération,‎ 29 décembre 2000 (ISSN 0335-1793, lire en ligne)
- « Marianne enlevée », Libération,‎ 5 janvier 2002 (ISSN 0335-1793, lire en ligne)
- Sorj Chalandon, « Le ravisseur présumé des Marianne relâché », Libération,‎ 25 janvier 2002 (ISSN 0335-1793, lire en ligne)
- Sorj Chalandon, « Un Basque condamné pour vol de Marianne », Libération,‎ 18 mai 2002 (ISSN 0335-1793, lire en ligne)
- Sibylle Vincendon, « Petit-Bayonne. Le cercle basque : Dans ce quartier militant résonnent encore les attentats du GAL », Libération,‎ 27 juin 2003 (ISSN 0335-1793, lire en ligne)
- Florence Aubenas, « Au tribunal, les Démo s'accrochent à leur basque », Libération,‎ 9 janvier 2004 (ISSN 0335-1793, lire en ligne)
- « La dernière danse des Démos », Pays basque info 2.0, 7 juin 2010 (consulté le 1er septembre 2013).
- Antton Etxeberri, « Les Démos sont morts... Vivent les Démos! », Gara,‎ 8 juin 2010 (lire en ligne).